# Schizaea australis
Schizaea australis là một loài dương xỉ trong họ Schizaeaceae. Loài này được Gaudich. mô tả khoa học đầu tiên năm 1825.
Danh pháp khoa học của loài này chưa được làm sáng tỏ. 